# Wu (kana)
Wu (hiragana :𛄟, katakana :𛄢) es una mora japonesa o un kana que se utiliza para escribirlo, aunque nunca ha sido de uso estándar.

## Historia
Se presume que 𛄟 habría representado /β̞u/. Junto con 𛀆 y 𛀁 (yi y ye respectivamente), la mora wu no tiene un kana oficialmente reconocido, ya que estas moras no aparecen en palabras japonesas nativas; sin embargo, durante el período Meiji, los lingüistas acordaron casi unánimemente los kana para yi, ye y wu.

## Caracteres
En el período Edo y el período Meiji, algunos lingüistas japoneses intentaron separar kana u y kana wu. Las formas de los caracteres variaban según cada lingüista. 𛄟 y 𛄢 eran solo dos de muchas formas.
Eran símbolos fonéticos para llenar los espacios en blanco de la tabla gojuon. Los japoneses no los separaban en la escritura normal.
- U
  - Kana tradicional
    - う[3] (Hiragana)
    - 𛀋 [4] (Hentaigana de う. Hiragana)
    - 𛀍[5] (Hentaigana de う. Hiragana)
    - ウ[3] (Katakana)

  - Kana construido
    - [5] (Una parte del katakana 傴)
- Wu
  - Kana tradicional
    - う[5] (Hiragana)
    - 𛀋[6] (Hentaigana de う. Hiragana)
    - ウ[5] (Katakana)
    - 𛄢[3][7] (Una antigua variante de ウ. Katakana)

  - Kana construido
    - う〻[8] (う con puntos. Hiragana.)
    - 𛄟[3] (Un estilo de escritura cursiva de 汙.[1] Hiragana)
    - [3] (Un estilo de escritura cursiva de 紆. Hiragana)
    - [9] (Un estilo de escritura cursiva de 迂. Hiragana)
    - [10] (Un estilo de escritura cursiva de 卯. Hiragana)
    - ウ〻[8] (ウ con puntos. Katakana)

Estas sugerencias no fueron aceptadas.

## Unicode
Este kana ha sido codificado en Unicode 14.0 desde el 14 de septiembre de 2021 como HIRAGANA LETTER ARCHAIC WU (U+1B11F) y KATAKANA LETTER ARCHAIC WU (U+1B122).